# آندریا کامپاگنو
آندریا کامپاگنو (انگلیسی: Andrea Compagno؛ زادهٔ ۲۲ مهٔ ۱۹۹۶) بازیکن فوتبال اهل ایتالیا است که فعلا در باشگاه فوتبال تیانجین تدا بازی میکند.
از باشگاه‌هایی که در آن بازی کرده‌است می‌توان به باشگاه فوتبال تورینو و باشگاه فوتبال کاتانیا و باشگاه فوتبال تیانجین تدا اشاره کرد.